# حصن جبل مشرق (حفاش)

تعديل مصدري - تعديل

حصن جبل مشرق هي إحدى قرى عزلة الذارى بمديرية حفاش التابعة لمحافظة المحويت، بلغ تعداد سكانها 572 نسمة حسب تعداد اليمن لعام 2004.